# Jockey Club Pontagrossense
Jockey Club Pontagrossense é a entidade de turfe responsável pela organização de corridas de cavalos na cidade de Ponta Grossa, cuja praça de eventos turfísticos é o Hipódromo de Uvaranas, onde é realizado o tradicional Grande Prêmio Cidade de Ponta Grossa.